# تکسانا (اکلاهما)
تکسانا(به انگلیسی: Texanna) شهری در ایالت اکلاهما کشور ایالات متحده آمریکا است که جمعیت آن در سرشماری سال ۲۰۱۰ میلادی، ۲٬۲۶۱ نفر بوده‌است.